# Канада на летних Олимпийских играх 1992
На Летних Олимпийских играх 1992 года Канаду представляло 295 спортсменов (179 мужчин и 116 женщины), выступивших в 24 видах спорта. Они завоевали 7 золотых, 4 серебряных и 7 бронзовых медалей, что вывело канадскую сборную на 11-е место в неофициальном командном зачёте.

## Медалисты
| Медаль  | Спортсмен                                                 | Вид спорта           | Дисциплина                                  |
| ------- | --------------------------------------------------------- | -------------------- | ------------------------------------------- |
| Золото  | Марк Маккой                                               | Лёгкая атлетика      | Мужчины, 110 м с барьерами                  |
| Золото  | команда                                                   | Академическая гребля | Мужчины, восьмёрки                          |
| Золото  | команда                                                   | Академическая гребля | Женщины, двойка распашная без рулевой       |
| Золото  | команда                                                   | Академическая гребля | Женщины, четвёрка распашная без рулевой     |
| Золото  | команда                                                   | Академическая гребля | Женщины, восьмёрка                          |
| Золото  | Марк Тьюксбери                                            | Плавание             | Мужчины, 100 м на спине                     |
| Золото  | Сильви Фрешетт                                            | Синхронное плавание  | Женщины, соло                               |
| Серебро | Гийом Леблан                                              | Лёгкая атлетика      | Мужчины, ходьба на 20 км                    |
| Серебро | Марк Ледюк                                                | Бокс                 | Мужчины, до 63,5 кг                         |
| Серебро | Пенни Вилагос Вики Вилагос                                | Синхронное плавание  | Женщины, дуэт                               |
| Серебро | Джеффри Тью                                               | Вольная борьба       | Мужчины, до 130 кг                          |
| Бронза  | Энджела Чалмерс                                           | Лёгкая атлетика      | Женщины, 3000 м                             |
| Бронза  | Крис Джонсон                                              | Бокс                 | Мужчины, до 75 кг                           |
| Бронза  | Кёртис Харнетт                                            | Велоспорт            | Мужчины, спринт                             |
| Бронза  | Николя Жиль                                               | Дзюдо                | Мужчины, до 86 кг                           |
| Бронза  | Силкен Лауман                                             | Академическая гребля | Женщины, одиночка                           |
| Бронза  | Марк Тьюксбери Стефен Кларк Джонатан Кливленд Марцел Геры | Плавание             | Мужчины, комбинированная эстафета 4 x 100 м |
| Бронза  | Росс Макдональ Эрик Джесперсен                            | Парусный спорт       | Мужчины, комбинированная эстафета 4 x 100 м |

## Результаты соревнований

### Академическая гребля
В следующий раунд из каждого заезда проходили несколько лучших экипажей (в зависимости от дисциплины). В финал A выходили 6 сильнейших экипажей, остальные разыгрывали места в утешительных финалах B-D.
Мужчины
| Соревнование | Спортсмены                  | Предварительный заезд | Предварительный заезд | Предварительный заезд | Отборочный заезд | Отборочный заезд | Отборочный заезд | Полуфинал | Полуфинал | Полуфинал | Финал   | Финал   | Итоговое место |
| Соревнование | Спортсмены                  | Заезд                 | Время                 | Место                 | Заезд            | Время            | Место            | Заезд     | Время     | Место     | Время   | Место   | Итоговое место |
| ------------ | --------------------------- | --------------------- | --------------------- | --------------------- | ---------------- | ---------------- | ---------------- | --------- | --------- | --------- | ------- | ------- | -------------- |
| двойки       | Генри Геринг Гарольд Баккер | 2                     | 6:42,84               | 3                     | 2                | 6:47,46          | 2 Q              | 2         | 6:37,29   | 4 QB      | Финал B | Финал B | 9              |
| двойки       | Генри Геринг Гарольд Баккер | 2                     | 6:42,84               | 3                     | 2                | 6:47,46          | 2 Q              | 2         | 6:37,29   | 4 QB      | 6:37,32 | 3       | 9              |